# Praz-sur-Arly
Praz-sur-Arly – miejscowość i gmina we Francji, w regionie Owernia-Rodan-Alpy, w departamencie Górna Sabaudia.
Według danych na rok 1990 gminę zamieszkiwały 922 osoby, a gęstość zaludnienia wynosiła 41 osób/km² (wśród 2880 gmin regionu Rodan-Alpy Praz-sur-Arly plasuje się na 825. miejscu pod względem liczby ludności, natomiast pod względem powierzchni na miejscu 406.).